# Og så er det jo de bliver fattige
|  | Denne artikel er oprettet af botten PalnaBot ud fra en ekstern database. Den kan derfor have sproglige fejl eller mangler. Denne skabelon kan fjernes efter kontrol af indholdet. |

Og så er det jo de bliver fattige er en dokumentarfilm fra 1979 instrueret af Kristian Paludan efter manuskript af Kristian Paludan.

## Handling
En 3. klasse på Hørup Centralskole på Als tegner og fortæller sammen med deres lærer, Birgit Christensen, om Indien, hvordan børnene går i skole i Indien, hvordan de arbejder og bor - og hvorfor der er så stor forskel på at være barn i Danmark og i Indien. Børnene beskæftiger sig også med, hvad de selv kan gøre, og med hvad de rige lande kan gøre for at hjælpe. Filmen er lavet i samarbejde med Abbé Pierres Børnehjælp.